# Rafael Calvo Serer
Rafael Calvo Serer (* 6. Oktober 1916 in Valencia, Spanien; † 19. April 1988 in Pamplona, Navarra, Spanien) war ein spanischer Intellektueller und Autor. Er war der erste Hochschullehrer auf einem Lehrstuhl für die Geschichte der spanischen Philosophie und der Philosophie der Geschichte in Spanien. In den letzten Jahren des Franco-Regimes musste er ins Exil gehen; in der Zeit der Transition in Spanien war er ein einflussreicher Vermittler und Berater. Er war Mitglied des Opus Dei.

## Leben
Rafael Calvo Serer entstammt einer Familie von Kleinindustriellen. Er besuchte die Oberschule Colegio Mayor del Beato Juan de Ribera in Burjassot in Katalonien, das heutige Colegio Mayor San Juan de Ribera. Von diesem Institut bekam er ein Stipendium, mit welchem er sein Studium an der Fakultät für Philosophie und Literatur der Universität Valencia aufnehmen konnte. In den Jahren 1935 und 1936 wurde er in verschiedenen katholischen Vereinigungen aktiv, lernte z. B. dem Intellektuellen Ramiro de Maeztu und auch José María Escrivá de Balaguer kennen. Im Jahr 1936 wurde er Mitglied des Opus Dei.
Nach dem Spanischen Bürgerkrieg, den er aufgrund einer schweren Krankheit in verschiedenen Krankenhäusern verbrachte, kehrte er an die Fakultät in Valencia zurück und schrieb an seiner Doktorarbeit über das Geschichtsbild Menéndez Pelayos. Die Promotionsschrift mit dem Titel Menéndez Pelayo y la decadencia española (deutsch: Menéndez Pelayo und die spanische Dekadenz) verteidigte er an der Universität Madrid am 14. August 1940. Im gleichen Jahr begann er Vorlesungen zur spanischen Geschichte an der Universität von Valencia zu halten. 1942 wurde an dieser Universität der Lehrstuhl für Moderne Weltgeschichte und Geschichte der Neuzeit eingerichtet.
1943 ging Calvo Serer in die Schweiz, um dort den spanischen Thronprätendenten Juan de Borbón y Battenberg zu treffen. Er wurde Teil des Consejo Privado, der politischen Beratergruppe von Juan de Borbón. Gegen Ende des Jahres 1945 kehrte er nach Spanien zurück und wurde in der Abteilung für Kulturbeziehungen des Ministeriums für Auswärtige Beziehungen angestellt. An der Universität Madrid gründete er den Lehrstuhl für Geschichte, der 1946 die Bezeichnung Lehrstuhl für die Geschichte der spanischen Philosophie und Philosophie der Geschichte erhielt.
Im Jahr 1947 ging Calvo Serer für ein Jahr als stellvertretender Leiter des Instituto Español, des Spanischen Kulturinstituts, nach London. 1948 gründete er in Madrid die Zeitschrift Arbor, die Zeitschrift des Wissenschafts- und Forschungsrats Spaniens, des Consejo Superior de Investigaciones Científicas CSIC. 1949 schrieb er sein erstes Buch España sin problema („Spanien ohne Problem“) als Antwort auf das Buch von Pedro Laín Entralgo España como problema („Spanien als Problem“) aus dem gleichen Jahr. 1949 wurde er mit dem Premio Nacional de Literatura ausgezeichnet.
1966 wurde Calvo Serer zum Präsidenten des Verwaltungsrats der Tageszeitung Diario Madrid. Diese Zeitung wurde im November 1971 von der Regierung geschlossen. Im gleichen Monat ging Calvo Serer ins Exil, nachdem in der französischen Tageszeitung Le Monde ein Interview mit dem Titel Moi aussi, j’accuse veröffentlicht worden war, in welchem er die Franco-Regierung kritisierte. Der Zeitungsartikel führte zu einer Anklage in Abwesenheit wegen des Delikts gegen die staatliche Autorität und einem Haftbefehl gegen ihn. Er wurde in Abwesenheit zu sieben Jahren Gefängnis verurteilt.
In den Jahren seines Pariser Exils nahm Calvo Serer an der Gründung der Junta Democrática, der Demokratischen Vereinigung teil. Dieser Zusammenschluss vereinte die Kommunistische Partei Spaniens mit den liberalen Monarchisten, die Juan der Borbón unterstützten. Er koordinierte die Gespräche zur Bildung einer Regierung der Nationalen Verständigung unter dem Vorsitz von Santiago Carrillo, welche nach dem Sturz des Franco-Regimes gebildet werden konnte.
Calvo Serer kehrte 1976 nach Spanien zurück, wurde für kurze Zeit inhaftiert, wenig später begnadigt. Sein persönliches Archiv wird in der Universität Navarra aufbewahrt und ist der Öffentlichkeit zugängig.
Der von der Stiftung Diario Madrid vergebene Preis Premio des Periodismo Diario Madrid wurde von 1990 bis 2010 nach Calvo Serer benannt.

## Schriften
- 1949: España sin Problema, Biblioteca del pensamiento actual Nr. 4. Ediciones Rialp, Madrid. 2. Auflage 1952.
- 1949: El fin de la época de las revoluciones.
- 1952: Teoría de la restauración, Biblioteca del pensamiento actual Nr. 15. Ediciones Rialp, Madrid.
- 1953: La configuración del futuro. Ediciones Rialp, Madrid.
- 1955: Política de integración.
- 1956: La aproximación de los neoliberales à la actitud tradicional.
- 1958: La fuerza creadora de la libertad.
- 1960: Nuevas formas democráticas de la libertad.
- 1962: La literatura universal sobre la guerra de España.
- 1962: La Política mundial de los Estados Unidos.
- 1964: Las nuevas democracias.
- 1978: Mis enfrentamientos con el poder (Meine Zusammenstöße mit der Macht). Plaza & Janés, Madrid 1978, ISBN 978-84-01-33140-4.